# Zámecký pahorek
Zámecký pahorek (niem. Schooshübl) – szczyt (góra) o wysokości 868 m n.p.m. w paśmie Gór Opawskich (czes. Zlatohorská vrchovina) w Czechach, w Sudetach Wschodnich, na Śląsku, oddalony o około 1,5 km na północny zachód od miejscowości Horní Údolí.

## Charakterystyka
Góra Zámecký pahorek ma kształt kopulasty, z płaską, obszerną powierzchnią wierzchołkową i niewyraźnie zaznaczonym płaskim wierzchołkiem, górującym od południowego wschodu nad Rejvízem. Charakteryzuje się regularną rzeźbą i ukształtowaniem oraz stromymi stokami, które wyraźnie wydzielają wykształcone górskie doliny: od południowego zachodu dolina potoku Černá Opava (pol. Czarna Opawa) i jej dopływ, a od wschodu dolina rzeki Olešnice. Na stromym odcinku wschodniego stoku poniżej szczytu występują rozrzucone wśród drzew samotne skaliska. Prawie cała powierzchnia góry, łącznie z partią szczytową porośnięta jest lasem świerkowym regla dolnego z niewielką domieszką drzew liściastych oraz licznymi przecinkami i przerzedzeniami. Na szczycie znajduje się niewielka śródleśna polana. Na stokach liczne ścieżki i drogi leśne, a u wschodniego podnóża góry przebiega droga nr 453 na trasie Jesionik (czes. Jeseník) – Město Albrechtice.

## Budowa geologiczna
Pod względem geologicznym góra zbudowana jest ze skał osadowych pochodzenia morskiego, głównie piaskowców, mułowców z otoczakami. Stoki góry pokrywa niewielka warstwa młodszych osadów z okresu zlodowaceń plejstoceńskich.

## Ochrona przyrody
Cała góra znajduje się w obrębie wydzielonego obszaru objętego ochroną, a położona jest przy granicy tego obszaru o nazwie Obszar Chronionego Krajobrazu Jesioniki (czes. Chráněná krajinná oblast (CHKO) Jeseníky), a utworzonego w celu ochrony utworów skalnych, ziemnych i roślinnych oraz rzadkich gatunków zwierząt.

## Grota Lurdzka

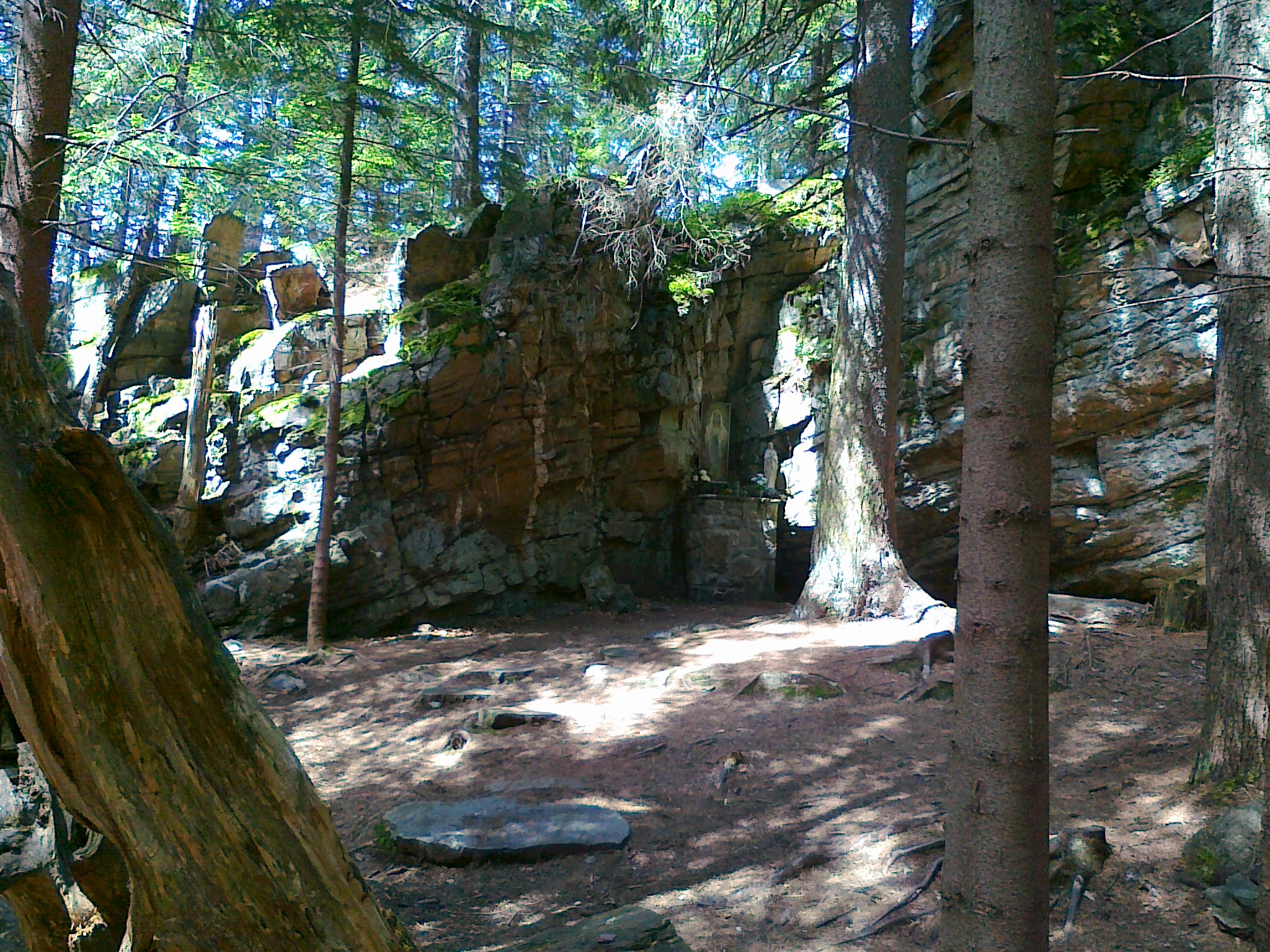
Miejsce pątnicze Grota Lurdzka na stoku góry Zámecký pahorek

Na południowo-zachodnim stoku góry, pod skalnym nawisem, przy formacji skalnej o nazwie „Skała Józefa” (czes. Josefovy skály) znajduje się miejsce pątnicze „Grota Lurdzka” (czes. Lurdská jeskyně; niem. Lourdes Grotte). Miejsce to zostało założone na pamiątkę objawień w 1858 Matki Bożej we francuskiej miejscowości Lourdes św. Bernadecie Soubirous. Mieszkańcy pobliskiego Rejvízu w 50 lat od tych objawień zdecydowali, aby na stoku góry Zámecký pahorek zbudować miejsce przypominające grotę lurdzką. W 1909 odbyło się jej uroczyste otwarcie. Co roku, w latach 1909-1944 tradycyjnie proboszcz Jeroným Pavlík z Rejvízu przenosił w uroczystej procesji figurę kopii Matki Bożej z Lourdes z parafialnego kościoła Matki Bożej (czes. Jména Panny Marie) do groty na specjalnie zbudowany kamienny ołtarz w dniu 1 maja, a odnosił z powrotem 31 października. Po drugiej wojnie światowej w wyniku przesiedleń ludności niemieckiej kult zaniknął.

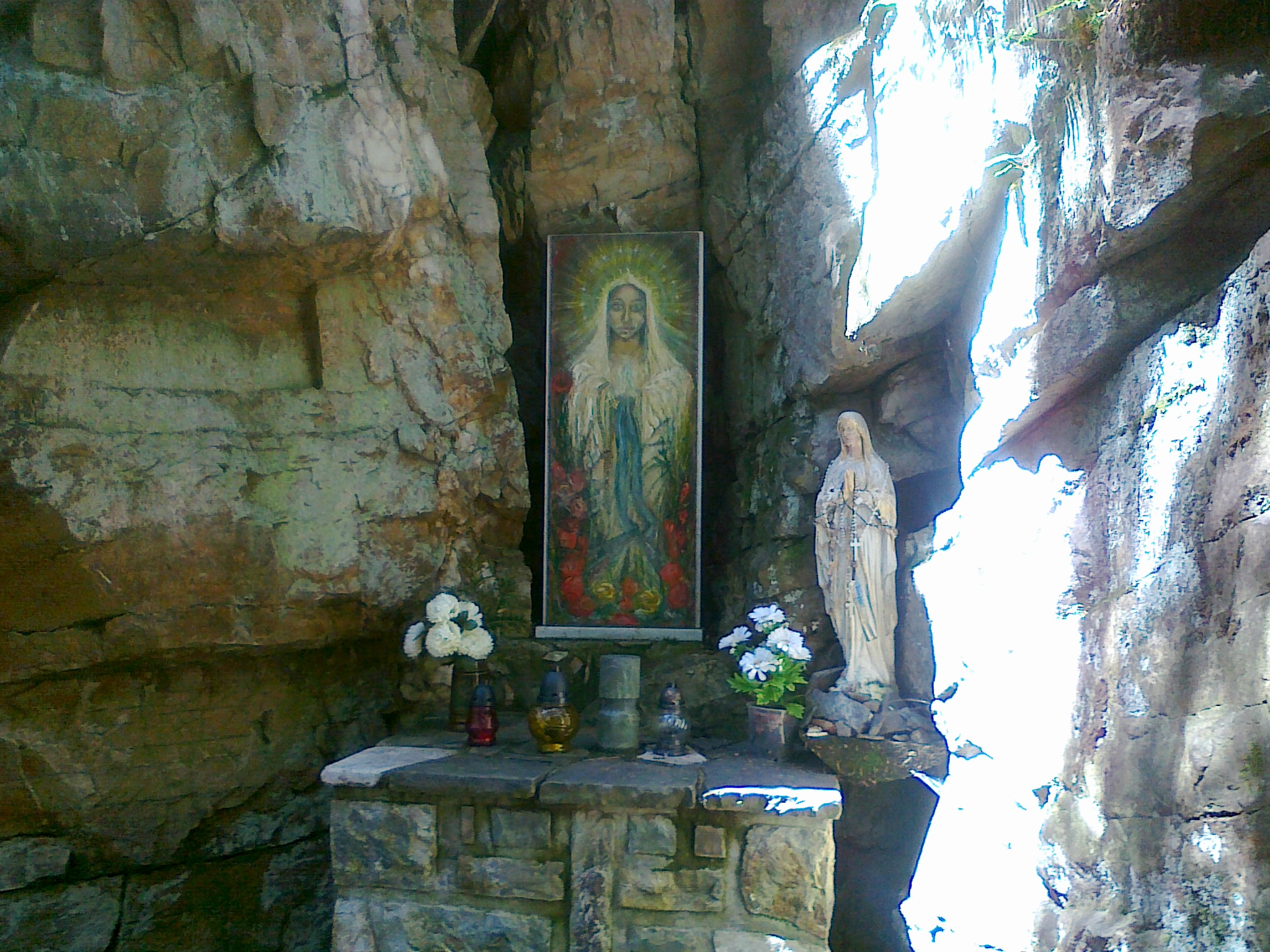
Ołtarz w Grocie Lurdzkiej na stoku góry Zámecký pahorek

Miejscem tym ponownie zainteresowano się w latach 90. XX wieku, kiedy to stowarzyszenie o nazwie (czes. Příznivci kamenických a sochařských děl na Jesenicku) zdecydowało się odrestaurować grotę. Udrożniono dojście do groty, z łupków i kwarcytów zbudowano nowy ołtarz i położono symbolicznie dwie białe marmurowe płyty w blacie ołtarza, sprowadzone z nieistniejącej kaplicy św. Anny z Horní Údolí. Na ołtarzu umieszczono nowy namalowany obraz Matki Bożej z Lourdes oraz po prawej stronie jej figurę. Nieopodal ołtarza wykuto w skale krzyż. Ołtarz został poświęcony 28 września 2006 przez prałata Antona M. Otte z Vídnavy. Wiosną następnego roku postawiono przed grotą drewniane ławy zbudowane przez leśnika Stanislava Turka z Rejvízu. W grocie znajduje się kronika pielgrzymów odwiedzających to miejsce, do której można się wpisać.
Dojście do groty następuje szlakami turystycznymi z Rejvízu do skrzyżowania Starý Rejvíz, rozc., gdzie trzeba   szlakiem odbić w lewo, a następnie przejść 250 m kamienistą dróżką do groty.

## Turystyka
Szczyt góry jest oddalony od najbliższych miejscowości: od Rejvízu z bazą pensjonatów o około 2 km, od Horní Údolí o około 1,5 km, a od Heřmanovic o około 4,5 km. Na szczyt nie prowadzi żaden znakowany szlak turystyczny. Można do niego dojść leśną ścieżką prowadzącą zachodnim stokiem z okolicy Starego Rejvízu.
U podnóża góry przebiegają dwa szlaki turystyczne na trasie:
  Dětřichov – narodowy rezerwat przyrody NPR Rejvíz – Rejvíz – Starý Rejvíz – góra Zámecký pahorek – Horní Údolí – Sv. Marta – góra Příčný vrch – Sv. Anna – góra Zámecký vrch – Zlaté Hory
  Vrbno pod Pradědem – Mnichov – dolina potoku Černá Opava – Rejvíz
oraz drogą nr 453 szlak rowerowy:
 (nr 6071) Zlaté Hory – Dolní Údolí – Rejvíz – pomnik przyrody PP Chebzí – Písečná – Jesionik
Na stoku południowo-wschodnim góry, w pobliżu Horní Údolí zlokalizowano cztery trasy narciarstwa zjazdowego Ski M Chřástal o długościach (od 400 do 1100) m o różnym stopniu trudności z trzema wyciągami narciarskimi.
U podnóża góry zlokalizowano również trasę narciarstwa biegowego:
 Rejvíz – Starý Rejvíz – góra Zámecký pahorek – góra Pod Ostrým – przełęcz Prameny Opavice – góra Příčný vrch – góra Lysý vrch – Zlaté Hory, okraj.